# Francis Frith

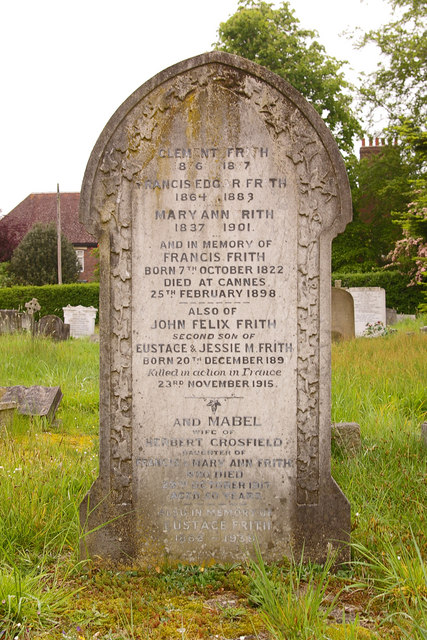
Tomba di Francis Frith

Francis Frith (Chesterfield, 1822 – 1898) è stato un fotografo inglese, utilizzatore del procedimento detto "al collodio umido".

## Biografia
Nel 1850 avviò uno studio fotografico noto come Frith & Hayward a Liverpool. Nel 1853 divenne uno dei membri fondatori della Società Fotografica di Liverpool.
Dopo aver intrapreso dei viaggi in Medio Oriente nel 1859, aprì lo studio di Francis Frith & Co. a Reigate, nel Surrey, come primo editore fotografico al mondo. Nel 1860, dopo aver sposato Mary Ann Rosling avviò un progetto ambizioso: iniziò a fotografare ogni città e villaggio del Regno Unito, in particolare, i monumenti storici importanti o interessanti.
Dopo la sua morte nel 1898 la sua famiglia ha continuato a dirigere la sua impresa fino alla vendita nel 1968. Dopo la chiusura delle attività nel 1970, Rothmans, la società del tabacco, acquistò l'archivio fotografico. L'archivio Frith è stato rilanciato nel 1976 con il nome Francis Frith Collection da John Buck, un dirigente di Rothmans.